# Кси (кириллица)
Ѯ, ѯ (кси) — буква расширенной кириллицы. Использовалась в старославянском алфавите, из которого перешла в церковнославянский алфавит.
Происходит от греческой буквы кси, использовалась для её передачи (вместо сочетания кс) в словах, заимствованных из греческого языка, а также для записи чисел. Буква «кси», как и аналогичная в греческом алфавите, обозначала число 60. В глаголице аналогичная буква отсутствовала.
Была исключена из русского алфавита во время реформы Петра I в 1708 году. Затем была на короткое время восстановлена в 1710 году и окончательно исключена в 1735 году Академией наук Российской империи.

В гражданском шрифте изображалась как ижица с хвостиком:

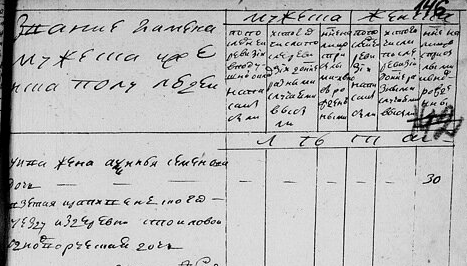
Пример употребления буквы «кси» после её формальной отмены: ревизская сказка 1782 г. (ГАТО, ф. 389, оп. 1, д. 2, с. 146): «Жена Аѯинья Семенова дочь — 30…»